# Transkrypcja fonetyczna

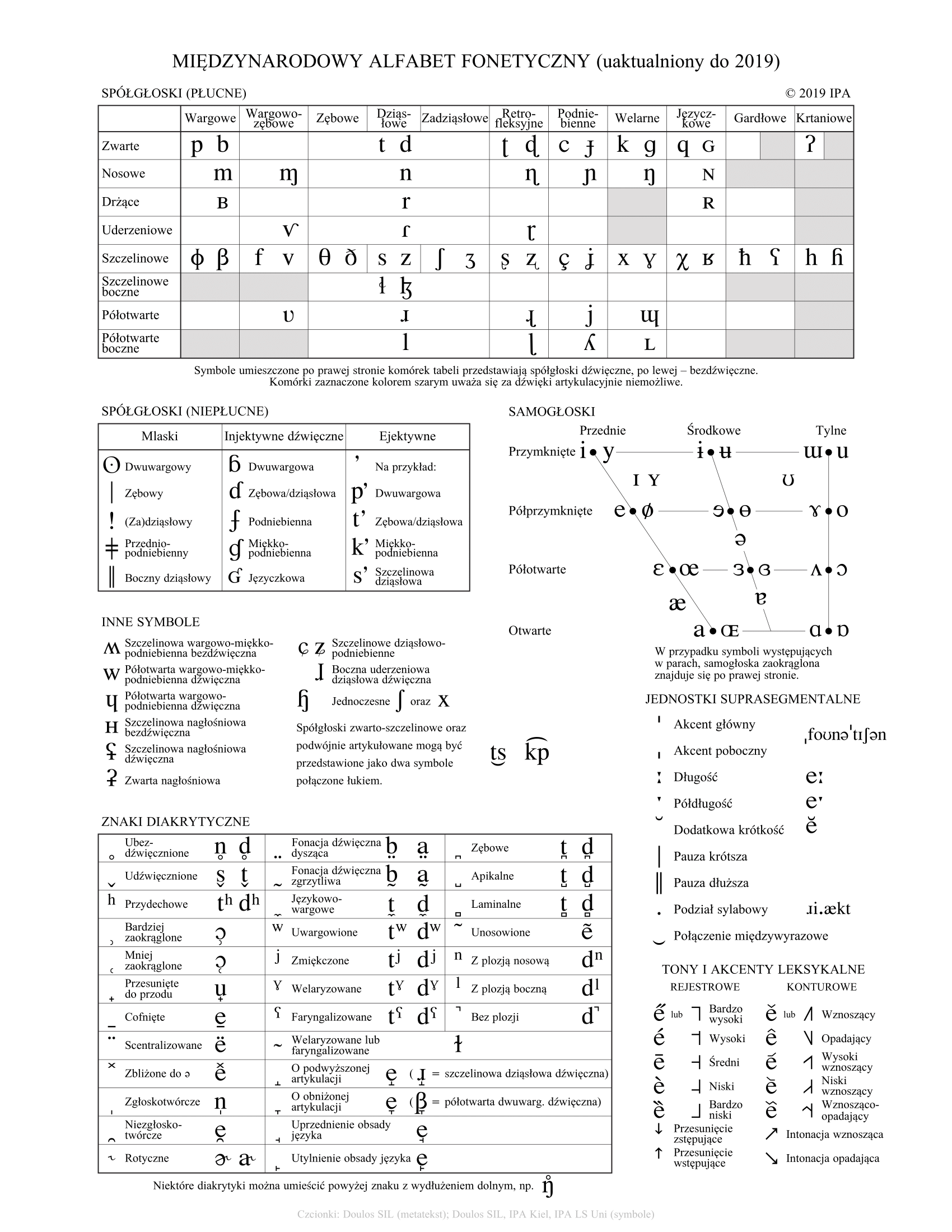
Oficjalne symbole i znaki diakrytyczne MAF-u używane w transkrypcji fonetycznej

Transkrypcja fonetyczna (zwana również transkrypcją wąską lub alofoniczną) – system pisowni lub system konwersji pisma oparty na zasadzie ścisłej odpowiedniości głosek i liter - jednej głosce odpowiada tu zawsze jeden znak (czasem z diakrytyką), a jednemu znakowi jedna głoska. W węższym rozumieniu jest to sposób zapisu wymowy danego języka za pomocą ustalonego wzorca zrozumiałego także dla osób nieznających obowiązujących w piśmie tego języka zasad ortografii. Najczęściej spotykanym zapisem tego rodzaju jest zapis za pomocą znaków międzynarodowego alfabetu fonetycznego, na przykład:
- ząb ['zɔmp]
- ślub ['ɕlup]
- kręty [ˈkrɛntɨ]
- bieżnia [ˈbʲɛʐɲa]

Transkrypcja fonetyczna dzieli się na dwie zasadnicze odmiany: transkrypcję fonetyczną szeroką, zwaną też transkrypcją fonologiczną lub fonemiczną, różnicującą jedynie fonemy, jak też transkrypcję wąską, zwaną również alofoniczną, która odzwierciedla wszystkie lub niektóre zjawiska fonetycznie w obrębie danego dźwięku, np. częściowe ubezdźwięcznienie, nietypową artykulację (np. zębowe /d/). Transkrypcję fonemiczną zapisuje się w pochyłych nawiasach / /, a fonetyczną w kwadratowych [ ]. Przykładowo dla angielskiego słowa wheel transkrypcja fonemiczna to /wiːl/, a fonetyczna – [wiːɫ] (zaznaczenie tzw. ciemnego l)
Transkrypcja fonetyczna jest zwykle realizowana w oparciu o nagranie mowy. Jednakże w systemach rozpoznawania mowy stosuje się także programy generujące transkrypcje fonetyczne w oparciu o zapis ortograficzny. Przykładem takiego programu dla języka polskiego jest OrtFon powstały w Zespole Przetwarzania Sygnałów AGH kierowanym przez profesora Mariusza Ziółko.